# 한상조 (배우)
한상조(1993년 8월 7일 ~ )는 대한민국의 배우이다.

## 학력
- 서일대학교 영화방송예술학과 졸업

## 출연작

### 영화
- 《앵커》 (2022년) - 방송국 로비 경찰 역
- 《행복한 선물》 (2021년) - 도박장 손님 3 역
- 《방법: 재차의》 (2021년) - 덩치 남 역
- 《낫아웃》 (2021년) - 신명고 야구부 2 역
- 《아수라도》 (2021년) - 이두식 역
- 《야구소녀》 (2020년) - 트라이아웃 선수 역
- 《도둑냥》 (2020년) - 조폭 2 역
- 《마리와 나》 (2020년) - 경찰 역
- 《일주일의 해파리》 (2020년) - 현마 역
- 《최적화》 (2019년) - 건호 역
- 《이발》 (2017년) - 면접남 역
- 《발버둥》 (2016년) - 노숙자 역
- 《시그널》 (2016년) - 직장상사 역

### 드라마
- 《크래시》 (2024년, ENA) - 한경수 역
- 《우리, 집》 (2024년, MBC) - 박승재 역
- 《힘쎈여자 강남순》 (2023년, JTBC) - 강남인 역
- 《조선 변호사》 (2023년, MBC) - 고 내관 역
- 《나의 해방일지》 (2022년, JTBC) - 두환 역
- 《두 번째 남편》 (2021년, MBC)
- 《속아도 꿈결》 (2021년, KBS2) - 태형 역
- 《타임즈》 (2021년, OCN) - 수하 역
- 《여신강림》 (2020년, tvN) – 체육선생님 역
- 《철인왕후》 (2020년, tvN) – 호위무사 역
- 《구미호뎐》 (2020년, tvN) - 도깨비 역
- 《써치》 (2020년, OCN) – 박물관조폭 역
- 《번외수사》 (2020년, OCN) – 형사 역

### 연극
- 《시크릿》
- 《인류 최초의 키스》
- 《철수와 만수》
- 《걸리버 여행기》
- 《인생공원》